# Saint-Germain-Laval (Seine-et-Marne)
Pour les articles homonymes, voir Saint-Germain, Laval et Saint-Germain-Laval.
Saint-Germain-Laval est une commune française située dans le département de Seine-et-Marne en région Île-de-France.

## Géographie

### Localisation
Le village est situé à 4,5 km au nord-est de Montereau-Fault-Yonne sur la rive droite de la Seine.

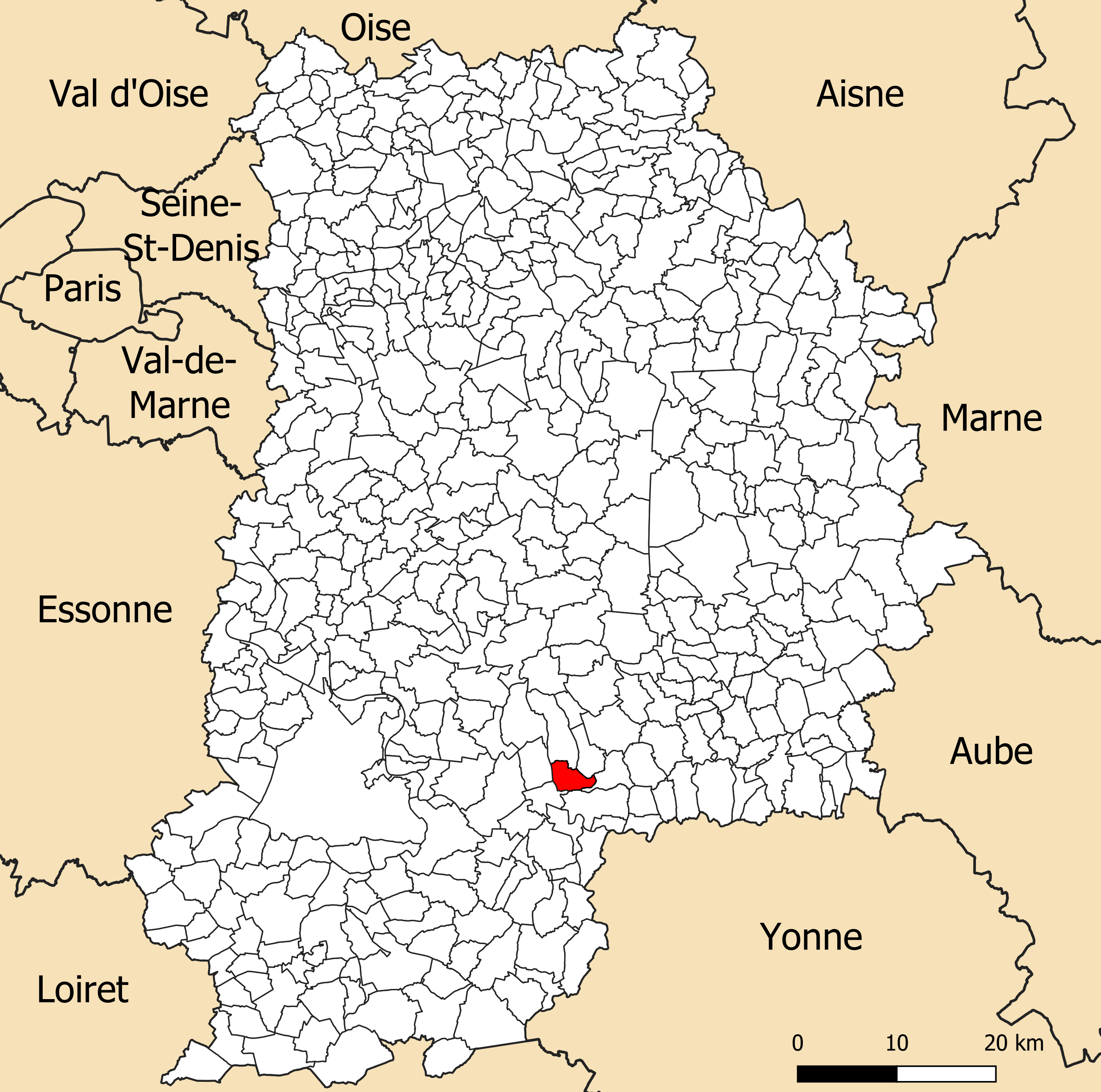
Localisation de la commune de Saint-Germain-Laval dans le département de Seine-et-Marne.

### Communes limitrophes

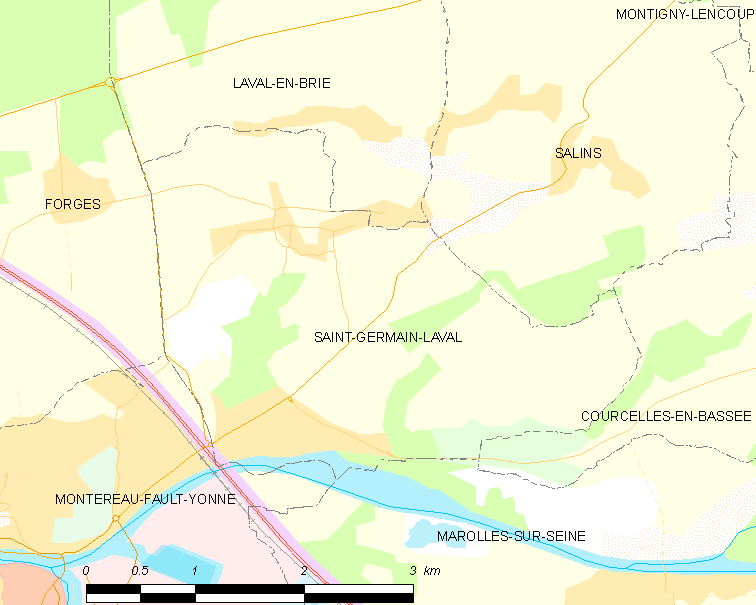
Carte des communes limitrophes de Saint-Germain-Laval.

| Forges                | Laval-en-Brie       | Salins               |
|                       | Saint-Germain-Laval | Courcelles-en-Bassée |
| Montereau-Fault-Yonne |                     | Marolles-sur-Seine   |

### Géologie et relief
La commune est classée en zone de sismicité 1, correspondant à une sismicité très faible. L'altitude varie de 47 mètres à 133 mètres pour le point le plus haut, le centre du bourg se situant à environ 63 mètres d'altitude (mairie).

### Hydrographie

#### Réseau hydrographique

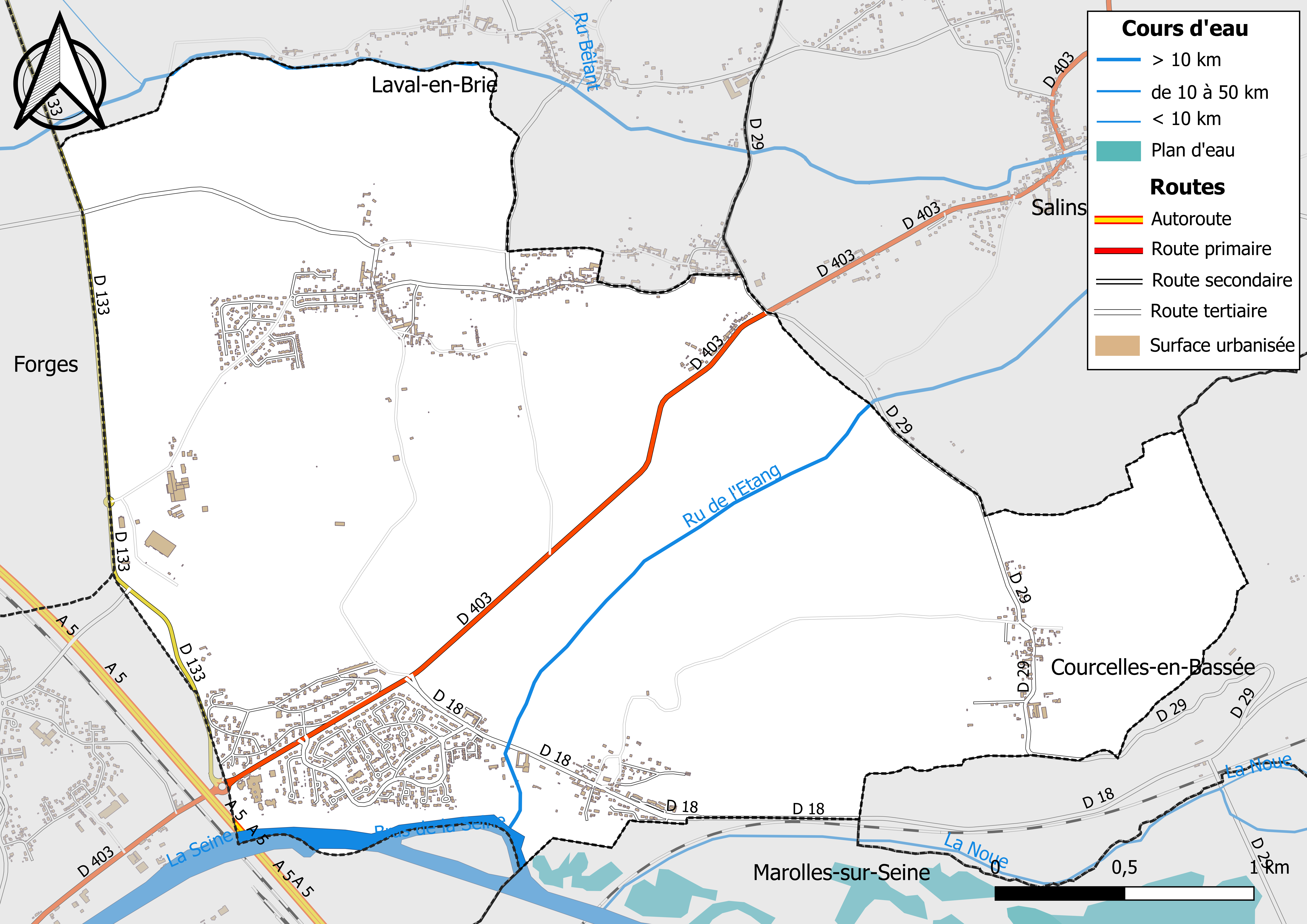
Carte des réseaux hydrographique et routier de Saint-Germain-Laval.

Le réseau hydrographique de la commune se compose de trois cours d'eau référencés :
- la Seine, fleuve long de 774,76 km[3], ainsi que :
  - un bras de 0,76 km[4] ;
    - le ru de l'Étang, 10,11 km[5], qui conflue avec un bras de la Seine.

Par ailleurs, son territoire est également traversé par l’aqueduc de la Voulzie.
La longueur totale des cours d'eau sur la commune est de 5,58 km.

#### Gestion des cours d'eau
Afin d’atteindre le bon état des eaux imposé par la Directive-cadre sur l'eau du 23 octobre 2000, plusieurs outils de gestion intégrée s’articulent à différentes échelles : le SDAGE, à l’échelle du bassin hydrographique, et le SAGE, à l’échelle locale. Ce dernier fixe les objectifs généraux d’utilisation, de mise en valeur et de protection quantitative et qualitative des ressources en eau superficielle et souterraine. Le département de Seine-et-Marne est couvert par six SAGE, au sein du bassin Seine-Normandie.
La commune fait partie du SAGE « Bassée Voulzie », en cours d'élaboration en décembre 2020. Le territoire de ce SAGE concerne 144 communes dont 73 en Seine-et-Marne, 50 dans l'Aube, 15 dans la Marne et 6 dans l'Yonne, pour une superficie de 1 710 km2,. Le pilotage et l’animation du SAGE sont assurés par Syndicat Mixte Ouvert de l’eau potable, de l’assainissement collectif, de l’assainissement non collectif, des milieux aquatiques et de la démoustication (SDDEA), qualifié de « structure porteuse ».

### Climat
Pour des articles plus généraux, voir Climat de l'Île-de-France et Climat de Seine-et-Marne.
En 2010, le climat de la commune est de type climat océanique dégradé des plaines du Centre et du Nord, selon une étude du CNRS s'appuyant sur une série de données couvrant la période 1971-2000. En 2020, Météo-France publie une typologie des climats de la France métropolitaine dans laquelle la commune est exposée à un climat océanique altéré et est dans la région climatique Nord-est du bassin Parisien, caractérisée par un ensoleillement médiocre, une pluviométrie moyenne régulièrement répartie au cours de l’année et un hiver froid (3 °C).
Pour la période 1971-2000, la température annuelle moyenne est de 11,1 °C, avec une amplitude thermique annuelle de 15,4 °C. Le cumul annuel moyen de précipitations est de 723 mm, avec 12,1 jours de précipitations en janvier et 7,4 jours en juillet. Pour la période 1991-2020, la température moyenne annuelle observée sur la station météorologique la plus proche, située sur la commune de La Brosse-Montceaux à 6 km à vol d'oiseau, est de 12,0 °C et le cumul annuel moyen de précipitations est de 652,9 mm,. Pour l'avenir, les paramètres climatiques de la commune estimés pour 2050 selon différents scénarios d'émission de gaz à effet de serre sont consultables sur un site dédié publié par Météo-France en novembre 2022.

### Milieux naturels et biodiversité

#### Espaces protégés
La protection réglementaire est le mode d’intervention le plus fort pour préserver des espaces naturels remarquables et leur biodiversité associée,.
Un  espace protégé est présent sur la commune : 
les « coteaux calcaires de Tréchy », objet d'un arrêté préfectoral de protection de biotope, d'une superficie de 59 ha.

#### Réseau Natura 2000

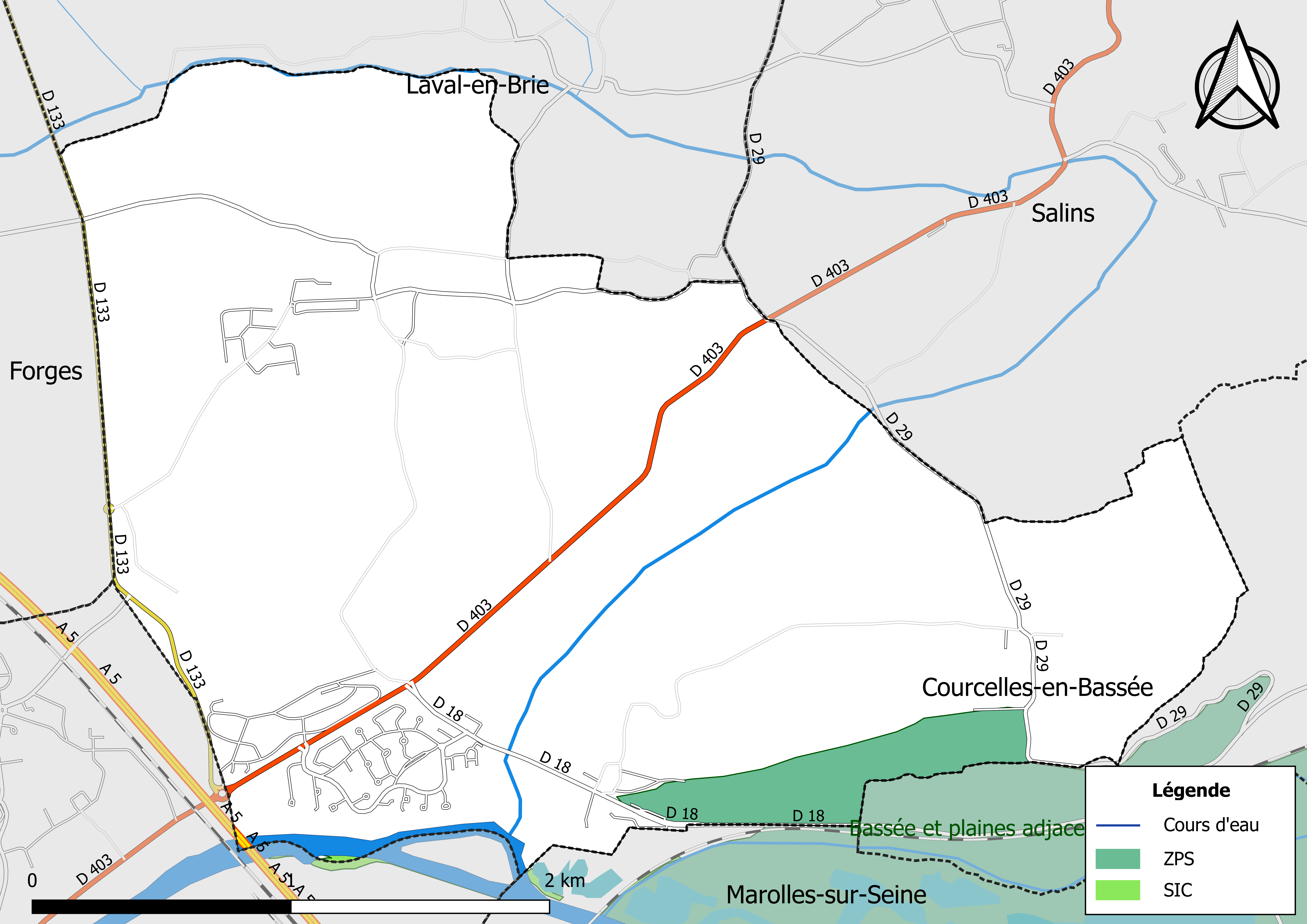
Sites Natura 2000 sur le territoire communal.

Le réseau Natura 2000 est un réseau écologique européen de sites naturels d’intérêt écologique élaboré à partir des Directives « Habitats » et « Oiseaux ». Ce réseau est constitué de Zones spéciales de conservation (ZSC) et de Zones de protection spéciale (ZPS). Dans les zones de ce réseau, les États Membres s'engagent à maintenir dans un état de conservation favorable les types d'habitats et d'espèces concernés, par le biais de mesures réglementaires, administratives ou contractuelles.
Un  site Natura 2000 a été défini sur la commune au titre de la « directive Oiseaux », :  
- la « Bassée et plaines adjacentes », d'une superficie de 27 643 ha, une vaste plaine alluviale de la Seine bordée par un coteau marqué au nord et par un plateau agricole au sud. Elle abrite une importante diversité de milieux qui conditionnent la présence d’une avifaune très riche[21],[22].

#### Zones naturelles d'intérêt écologique, faunistique et floristique
L’inventaire des zones naturelles d'intérêt écologique, faunistique et floristique (ZNIEFF) a pour objectif de réaliser une couverture des zones les plus intéressantes sur le plan écologique, essentiellement dans la perspective d’améliorer la connaissance du patrimoine naturel national et de fournir aux différents décideurs un outil d’aide à la prise en compte de l’environnement dans l’aménagement du territoire.
Le territoire communal de Saint-Germain-Laval comprend une ZNIEFF de type 1,,, 
les « Coteaux calcaires de Tréchy » (50,45 ha), couvrant 2 communes du département.
, et une ZNIEFF de type 2,, 
la « vallée de la Seine entre Montereau et Melz-sur-Seine (Bassée) » (14 216,75 ha), couvrant 26 communes du département.

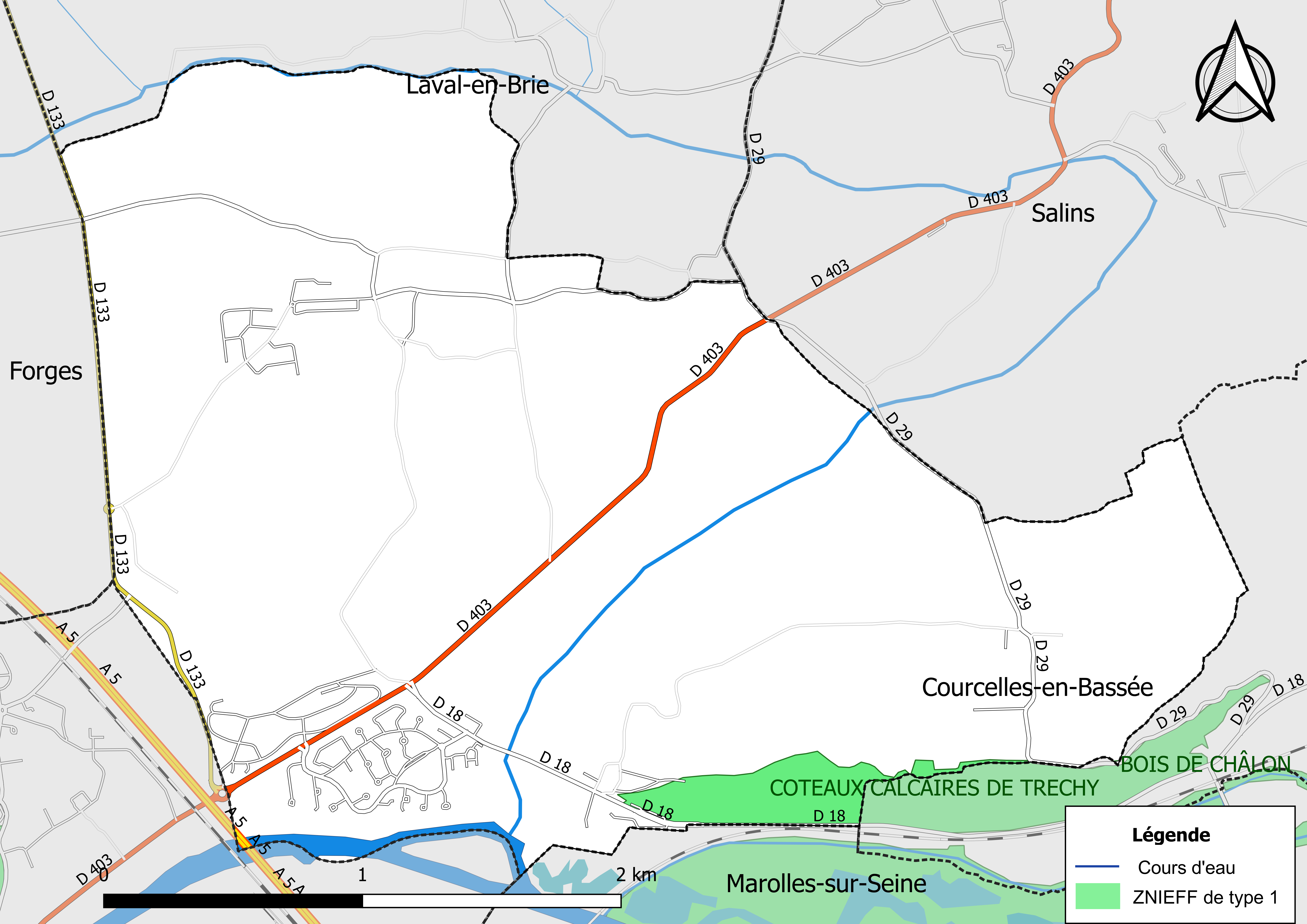
Carte des ZNIEFF de type 1 de la commune.
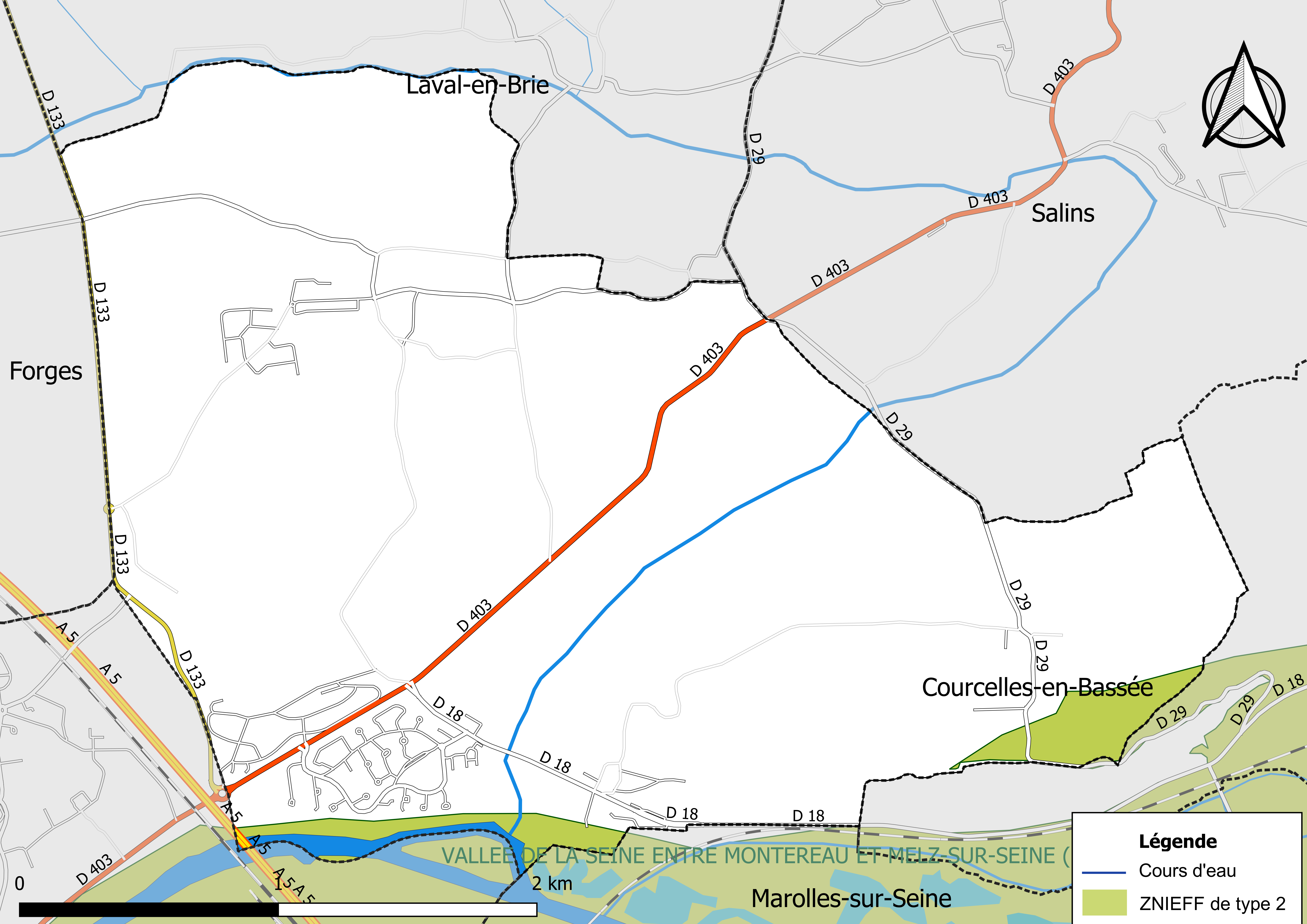
Carte des ZNIEFF de type 2 de la commune.

## Urbanisme

### Typologie
Au 1er janvier 2024, Saint-Germain-Laval est catégorisée ceinture urbaine, selon la nouvelle grille communale de densité à sept niveaux définie par l'Insee en 2022.
Elle appartient à l'unité urbaine de Montereau-Fault-Yonne, une agglomération intra-départementale regroupant quatre  communes, dont elle est une commune de la banlieue,,. Par ailleurs la commune fait partie de l'aire d'attraction de Paris, dont elle est une commune de la couronne,. Cette aire regroupe 1 929 communes,.

### Occupation des sols
L'occupation des sols de la commune, telle qu'elle ressort de la base de données européenne d’occupation biophysique des sols Corine Land Cover (CLC), est marquée par l'importance des territoires agricoles (66,5 % en 2018), en diminution par rapport à 1990 (71 %). La répartition détaillée en 2018 est la suivante : 
terres arables (66,1% ), zones urbanisées (12,7% ), forêts (11,3% ), zones industrielles ou commerciales et réseaux de communication (6,2% ), milieux à végétation arbustive et/ou herbacée (2,2% ), eaux continentales (1,2% ), zones agricoles hétérogènes (0,4 %).
Parallèlement, L'Institut Paris Région, agence d'urbanisme de la région Île-de-France, a mis en place un inventaire numérique de l'occupation du sol de l'Île-de-France, dénommé le MOS (Mode d'occupation du sol), actualisé régulièrement depuis sa première édition en 1982. Réalisé à partir de photos aériennes, le Mos distingue les espaces naturels, agricoles et forestiers mais aussi les espaces urbains (habitat, infrastructures, équipements, activités économiques, etc.) selon une classification pouvant aller jusqu'à 81 postes, différente de celle de Corine Land Cover,,. L'Institut met également à disposition des outils permettant de visualiser par photo aérienne l'évolution de l'occupation des sols de la commune entre 1949 et 2018.

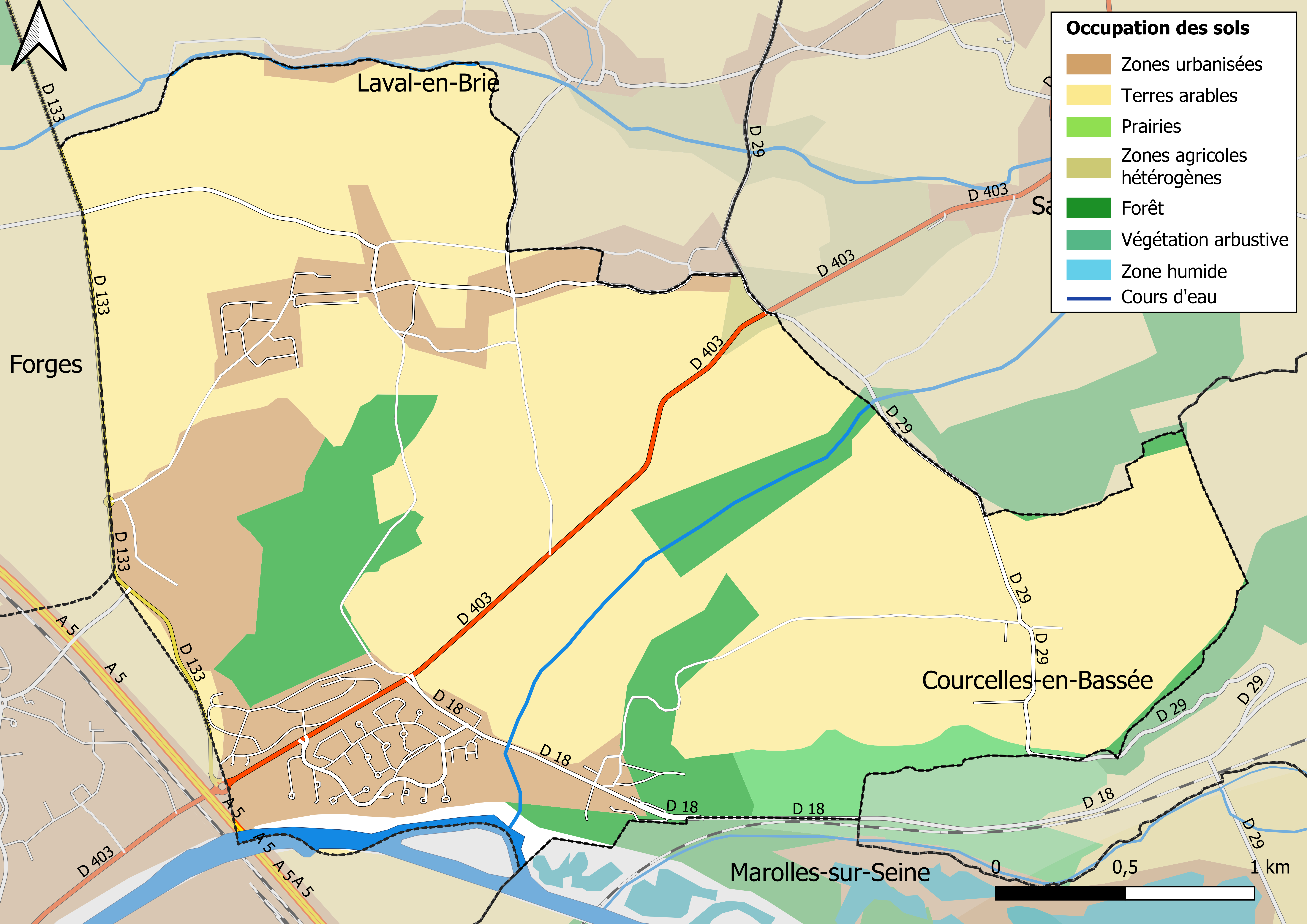
Carte des infrastructures et de l'occupation des sols en 2018 (CLC) de la commune.
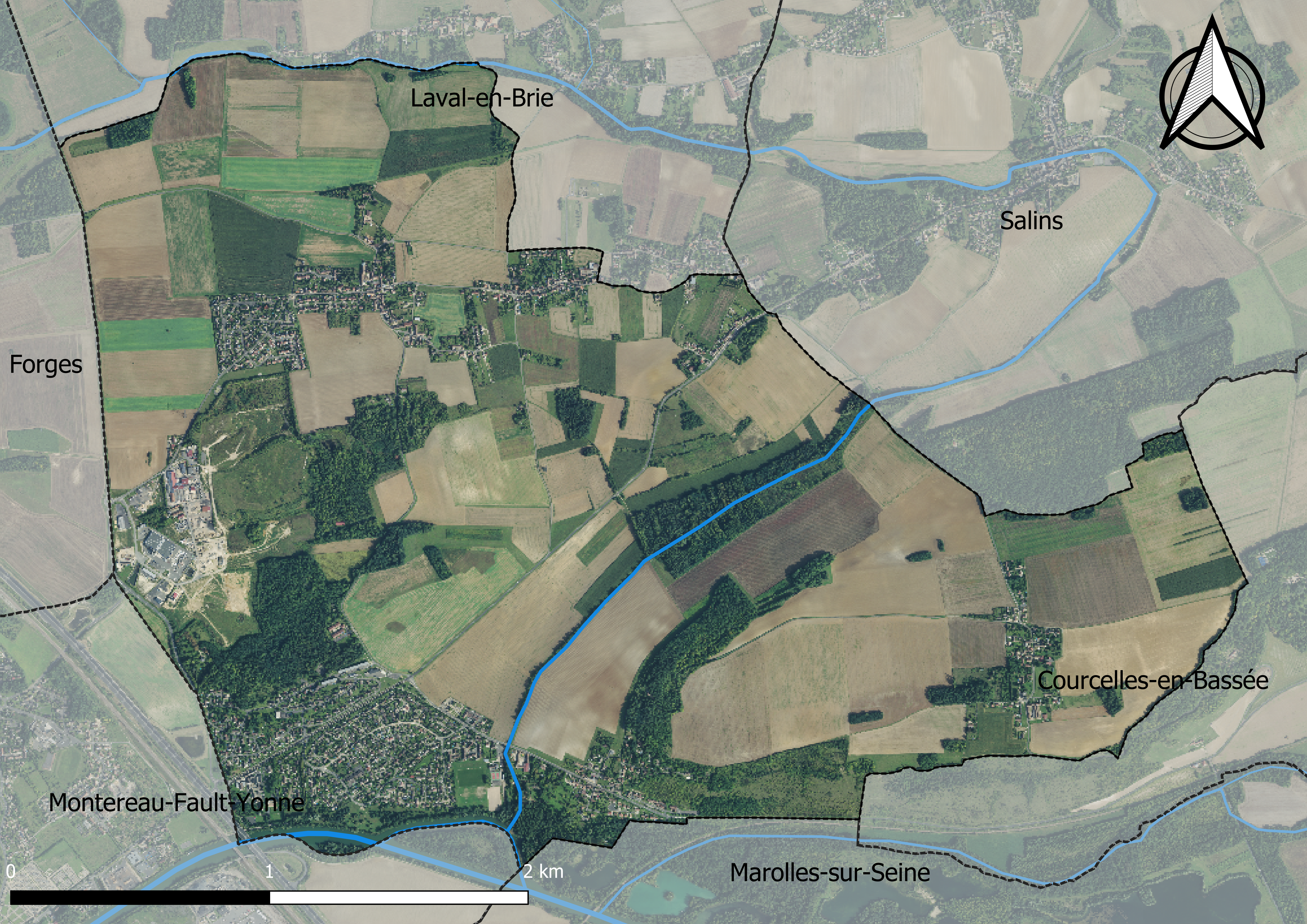
Carte orhophotogrammétrique de la commune.

### Planification
La loi SRU du 13 décembre 2000 a incité les communes à se regrouper au sein d’un établissement public, pour déterminer les partis d’aménagement de l’espace au sein d’un SCoT, un document d’orientation stratégique des politiques publiques à une grande échelle et à un horizon de 20 ans et s'imposant aux documents d'urbanisme locaux, les PLU (Plan local d'urbanisme). La commune est dans le territoire du SCOT Seine et Loing, dont le projet a été arrêté le 3 juillet 2019, porté par le syndicat mixte d’études et de programmation (SMEP) Seine et Loing rassemblant à la fois 44 communes et trois communautés de communes.
La commune disposait en 2019 d'un plan local d'urbanisme approuvé. Le zonage réglementaire et le règlement associé peuvent être consultés sur le Géoportail de l'urbanisme.

### Lieux-dits et écarts
La commune compte 72 lieux-dits administratifs répertoriés consultables ici dont Pontville, Courbeton, Merlange à l’ouest, Gardeloup, Petit-Buisson, les Thibaudes au nord, Tréchy à l’est (source : le fichier Fantoir).

### Logement
En 2016, le nombre total de logements dans la commune était de 1 102 dont 87,1 % de maisons et 12,6 % d'appartements.
Parmi ces logements, 93,7 % étaient des résidences principales, 2,5 % des résidences secondaires et 3,8 % des logements vacants.
La part des ménages fiscaux propriétaires de leur résidence principale s'élevait t à 73,9 % contre 25,7 % de locataires dont, 18,5 % de logements HLM loués vides (logements sociaux) et, 0,5 % logés gratuitement.

### Voies de communication et transports

#### Transports
La commune est desservie par les lignes d'autocars du réseau de bus Pays de Montereau :
- No C (Montereau-Fault-Yonne - Saint-Germain-Laval)[38] ;
- No F (Montereau-Fault-Yonne - Forges)[39] ;
- No L (Montereau-Fault-Yonne - Laval-en-Brie)[40].

## Toponymie
Le nom de la localité est mentionné sous les formes « Inter Veteres Martriolas villam scilicet que Sanctus Germanus appellatur et Frongerias » en 1168 ; Sanctus Germanus en 1209 ; Sanctus Germanus super Monsteriolum en 1235 ; Sanctus Germanus de Valle vers 1350 (Pouillé) ; Saint Germain sur Monteriau en 1384 ; Saint Germain de Lavau en 1485 ; Saint Germain sur Monstereau en 1501 ; Saint Germain de Monstreau en 1526 ; Saint Germain de la Vallée, près Montereau en 1546 ; Saint Germain le Val en 1549 ; Saint Germain lès Courbeton en 1791.
De l’abbaye mère éponyme Saint-Germain-des-Prés de Paris.
Sanctus Germanus de Valle vers 1350, de l’ancien français valle qui signifie « vallée (de la seine) ».
Au cours de la Révolution française, la commune porte le nom de Gardeloup-sur-Seine en 1793, Gardeloup étant un hameau de Saint-Germain-Laval.

## Histoire
- La commune (au hameau de Courbeton) a été un des champs de bataille de la bataille de Montereau en 1814.

## Politique et administration

### Liste des maires
| Période                                  | Période      | Identité                   | Étiquette     | Qualité                                                                           |
| ---------------------------------------- | ------------ | -------------------------- | ------------- | --------------------------------------------------------------------------------- |
| Les données manquantes sont à compléter. |              |                            |               |                                                                                   |
| octobre 1947                             | 1958 (décès) | Antonin Chopin             | RPF puis CNIP | Chef d'entreprise, ancien résistant Conseiller général de Montereau (1949 → 1958) |
| 1959                                     | mars 1977    | Fernand Chopin             |               | Directeur de société, fils du précédent                                           |
| mars 1977                                | mars 1989    | Jean-Pierre Mastelinck     | UG            |                                                                                   |
| mars 1989                                | mars 2001    | Jean-Claude Lentes         | PCF           | Ancien chef de poste                                                              |
| mars 2001                                | mai 2020     | Marie-Claude de Saint-Loup | DVG           | Retraitée de l'Éducation nationale                                                |
| mai 2020                                 | En cours     | Olivier Martin             | SE            | Directeur des produits industriels et des opérations                              |

## Équipements et services

### Eau et assainissement
L’organisation de la distribution de l’eau potable, de la collecte et du traitement des eaux usées et pluviales relève des communes. La loi NOTRe de 2015 a accru le rôle des EPCI à fiscalité propre en leur transférant cette compétence. Ce transfert devait en principe être effectif au 1er janvier 2020, mais la loi Ferrand-Fesneau du 3 août 2018 a introduit la possibilité d’un report de ce transfert au 1er janvier 2026,.

#### Assainissement des eaux usées
En 2020, la gestion du service d'assainissement collectif de la commune de Saint-Germain-Laval est assurée par la communauté de communes Pays de Montereau (CCPM) pour la collecte, le transport et la dépollution. Ce service est géré en délégation par une entreprise privée, dont le contrat arrive à échéance le 31 décembre 2026,,.
L’assainissement non collectif (ANC) désigne les installations individuelles de traitement des eaux domestiques qui ne sont pas desservies par un réseau public de collecte des eaux usées et qui doivent en conséquence traiter elles-mêmes leurs eaux usées avant de les rejeter dans le milieu naturel. La communauté de communes Pays de Montereau (CCPM) assure pour le compte de la commune le service public d'assainissement non collectif (SPANC), qui a pour mission de vérifier la bonne exécution des travaux de réalisation et de réhabilitation, ainsi que le bon fonctionnement et l’entretien des installations. Cette prestation est déléguée à la SAUR, dont le contrat arrive à échéance le 31 décembre 2026,.

#### Eau potable
En 2020, l'alimentation en eau potable est assurée par la communauté de communes Pays de Montereau (CCPM) qui en a délégué la gestion à une entreprise privée, dont le contrat expire le 31 décembre 2026,.

## Population et société

### Démographie
L'évolution du nombre d'habitants est connue à travers les recensements de la population effectués dans la commune depuis 1793. Pour les communes de moins de 10 000 habitants, une enquête de recensement portant sur toute la population est réalisée tous les cinq ans, les populations de référence des années intermédiaires étant quant à elles estimées par interpolation ou extrapolation. Pour la commune, le premier recensement exhaustif entrant dans le cadre du nouveau dispositif a été réalisé en 2006.

En 2022, la commune comptait 2 887 habitants, en évolution de +3,48 % par rapport à 2016 (Seine-et-Marne : +3,92 %, France hors Mayotte : +2,11 %).
| 1793 | 1800 | 1806 | 1821 | 1831 | 1836 | 1841 | 1846 | 1851 |
| ---- | ---- | ---- | ---- | ---- | ---- | ---- | ---- | ---- |
| 268  | 322  | 321  | 268  | 378  | 385  | 368  | 465  | 448  |

| 1856 | 1861 | 1866 | 1872 | 1876 | 1881 | 1886 | 1891 | 1896 |
| ---- | ---- | ---- | ---- | ---- | ---- | ---- | ---- | ---- |
| 477  | 474  | 468  | 425  | 459  | 571  | 621  | 542  | 505  |

| 1901 | 1906 | 1911 | 1921 | 1926 | 1931 | 1936 | 1946 | 1954 |
| ---- | ---- | ---- | ---- | ---- | ---- | ---- | ---- | ---- |
| 415  | 420  | 426  | 408  | 408  | 420  | 364  | 356  | 435  |

| 1962 | 1968  | 1975  | 1982  | 1990  | 1999  | 2006  | 2011  | 2016  |
| ---- | ----- | ----- | ----- | ----- | ----- | ----- | ----- | ----- |
| 930  | 1 138 | 1 134 | 2 566 | 2 362 | 2 602 | 2 784 | 2 798 | 2 790 |

| 2021  | 2022  | - | - | - | - | - | - | - |
| ----- | ----- | - | - | - | - | - | - | - |
| 2 828 | 2 887 | - | - | - | - | - | - | - |

## Économie

### Revenus de la population et fiscalité
En 2017, le nombre de ménages fiscaux de la commune était de 1 033 (dont 58 % imposés), représentant 2 809 personnes et la  médiane du revenu disponible par unité de consommation  de 21 360 euros.

### Emploi
En 2017 , le nombre total d’emplois dans la zone était de 314, occupant 1 119 actifs  résidants.
Le taux d'activité de la population (actifs ayant un emploi) âgée de 15 à 64 ans s'élevait à 63,1 % contre un taux de chômage de 9,8 %.
Les 27,1 % d’inactifs se répartissent de la façon suivante : 10,7 % d’étudiants et stagiaires non rémunérés, 9,3 % de retraités ou préretraités et 7 % pour les autres inactifs.

### Entreprises et commerces
En 2018, le nombre d'établissements actifs était de 113 dont 1 dans l’industrie manufacturière, industries extractives et autres, 24 dans la construction, 43 dans le commerce de gros et de détail, transports, hébergement et restauration, 6 dans l’information et communication, 2 dans les activités financières et d'assurance, 1 dans les activités immobilières, 18 dans les activités spécialisées, scientifiques et techniques et activités de services administratifs et de soutien, 10 dans l’administration publique, enseignement, santé humaine et action sociale et 8  étaient relatifs aux autres activités de services.
- Parc d’activités de Merlange.

En 2019,  20 entreprises ont été créées sur le territoire de la commune, dont 12 individuelles.
Au 1er janvier 2020, la commune ne disposait pas d’hôtel et de terrain de camping.

### Agriculture
Saint-Germain-Laval est dans la petite région agricole dénommée la « Bassée » ou « Basse Seine », au sud-est du département. En 2010, l'orientation technico-économique de l'agriculture sur la commune est la culture de céréales et d'oléoprotéagineux (COP).
Si la productivité agricole de la Seine-et-Marne se situe dans le peloton de tête des départements français, le département enregistre un double phénomène de disparition des terres cultivables (près de 2 000 ha par an dans les années 1980, moins dans les années 2000) et de réduction d'environ 30 % du nombre d'agriculteurs dans les années 2010. Cette tendance se retrouve au niveau de la commune où le nombre d’exploitations est passé de 7 en 1988 à 3 en 2010. Parallèlement, la taille de ces exploitations augmente, passant de 68 ha en 1988 à 112 ha en 2010.
Le tableau ci-dessous présente les principales caractéristiques des exploitations agricoles de Saint-Germain-Laval, observées sur une période de 22 ans : 
|                                      | 1988 | 2000 | 2010 |
| ------------------------------------ | ---- | ---- | ---- |
| Dimension économique,                |      |      |      |
| Nombre d’exploitations (u)           | 7    | 4    | 3    |
| Travail (UTA)                        | 18   | 9    | 4    |
| Surface agricole utilisée (ha)       | 473  | 344  | 336  |
| Cultures                             |      |      |      |
| Terres labourables (ha)              | 458  | 344  | 336  |
| Céréales (ha)                        | 313  | 228  | s    |
| dont blé tendre (ha)                 | 213  | 171  | 143  |
| dont maïs-grain et maïs-semence (ha) | 59   | s    |      |
| Tournesol (ha)                       | 67   |      | s    |
| Colza et navette (ha)                | 43   | s    | 72   |
| Élevage                              |      |      |      |
| Cheptel (UGBTA)                      | 107  | 6    | 4    |

## Culture locale et patrimoine

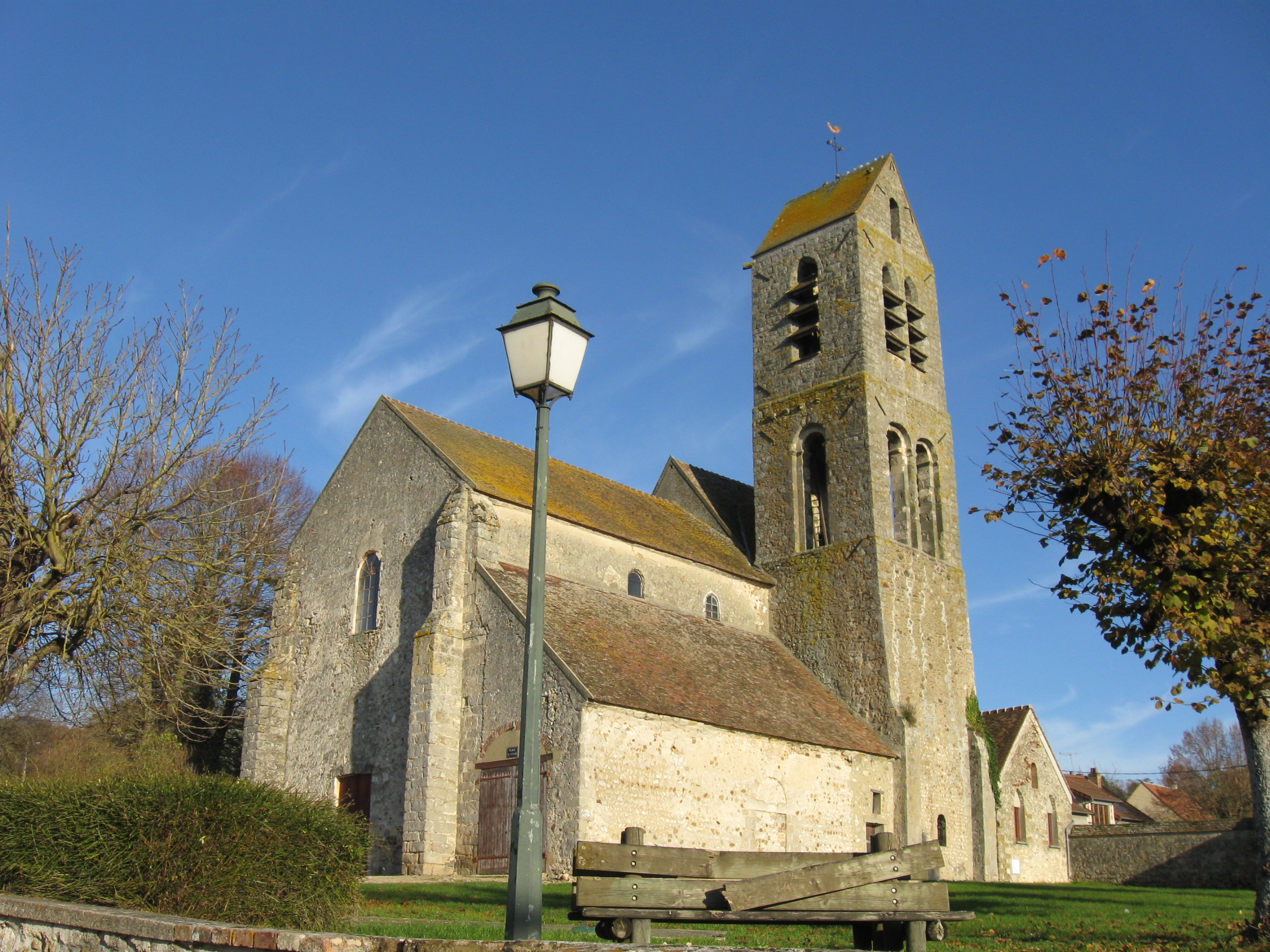
L'église Saint-Germain-et-Saint-Laurent.

### Lieux et monuments
- Église Saint-Germain-et-Saint-Laurent, XIe, XIIIe et XIXe siècles, avec un clocher en bâtière, inscrite au titre des monuments historiques[73].
- Le parc de Courbeton abritait le château de Courbeton, habité autrefois par la Famille de Beaupoil de Saint-Aulaire, qui sera détruit en 1975. Ce parc, planté au XIXe siècle, abrite aujourd'hui un centre de formation d'apprentis.
- Coteau de Tréchy dominant la vallée de la Seine et de l'Yonne.

### Personnalités liées à la commune
- Cosme de Beaupoil, comte de Saint-Aulaire, (1741-1822), Lieutenant-général, résidant au château de Courbeton.
- Les Orphelines du Cap, adoptées par la Famille de Beaupoil de Saint-Aulaire en 1810, au château de Courbeton.
- Henri Farty (1896-1954), acteur de théâtre et de cinéma, y est né.
- François Fiedler, (1921-2002), peintre d'origine hongroise naturalisé français, ayant exposé à la galerie Maeght, s’installe au hameau de Gardeloup en 1959.

### Héraldique
| Blason de Saint-Germain-Laval | Blason  | Écartelé au 1) d'azur, à trois fleurs de lys d'or, chargé en cœur d'un écusson cousu de sable chargé de trois besant d'argent ; au 2) de gueules, à trois fermaux d'or ; au 3) de gueules, à deux épis liés en sautoir, surmontés d'une grappe de raisin feuillée, le tout d'or ; au 4) d'azur, à la fasce ondée d'argent, surmontée d'un loup ravissant d'or, armé et lampassé de gueules. |
| Blason de Saint-Germain-Laval | Détails | |